# روبن أندرادي
روبن أندرادي هو لاعب كرة قدم برتغالي في مركز الوسط، ولد في 7 يونيو 1982 في فونشال في البرتغال. لعب مع نادي أونياو دا ماديرا.

## وصلات خارجية
- روبن أندرادي على موقع قاعدة بيانات كرة القدم.إي يو (الإنجليزية)
- روبن أندرادي على موقع Soccerway.com (الإنجليزية)
- روبن أندرادي على موقع AS.com (الإسبانية)